# 高尾山藥王院
高尾山藥王院（日语：／）是位在日本東京都八王子市高尾山的寺院，真言宗智山派大本山。山號「高尾山」（たかおさん）。本尊藥師如來・飯繩權現、聖武天皇勅願、開山（初代住持）為行基。真言宗智山派之關東三大本山之一。正式寺名為高尾山藥王院有喜寺，但一般多簡稱為「高尾山」或「高尾山藥王院」。藥王院與參道的杉木為八王子八十八景之一。

## 沿革
天平16年（744年），在聖武天皇勅命下，作為東國鎮護祈願寺，行基菩薩在此開山建寺。由於本尊為藥師如來，又被稱為藥王院。
永和年間（1375年 - 1379年），俊源大德從京都醍醐寺入寺，將飯繩權現作為守護神奉祀，成為飯繩信仰的靈山。

## 年度例行活動
- 迎光祭　1月1日
- 節分　　2月3日
- 大火渡祭　3月第2日曜日
- 滝開き　4月1日
- 春季大祭　4月第3日曜日
- 燒護摩札（護摩札焚上げ）　6月
- 秋季大祭　10月17日
- 滝じまい　10月31日
- 燒護摩札（護摩札焚上げ）　12月

## 歷代貫首
中興開山
1. 俊源
2. 源廣
3. 源尊
4. 智圓
5. 慶圓
6. 慶尊
7. 源智
8. 源實
9. 源恵
10. 堯秀
11. 祐清
12. 堯永
13. 賢俊
14. 秀永
15. 賢秀
16. 秀憲
17. 秀興
18. 秀神
19. 秀觀
20. 岳純
21. 秀仙
22. 秀如（秀盛）
23. 高尾秀融
24. 佐伯隆範
25. 畑中秀恵
26. 志賀照林
27. 武藤範秀
28. 山崎範亮
29. 保立俊恵
30. 真上範俊
31. 山本秀順
32. 大山隆玄
33. 佐藤秀仁

## 諸堂

### 大本堂
- 開山本尊：藥師如來
- 中興本尊：飯繩權現

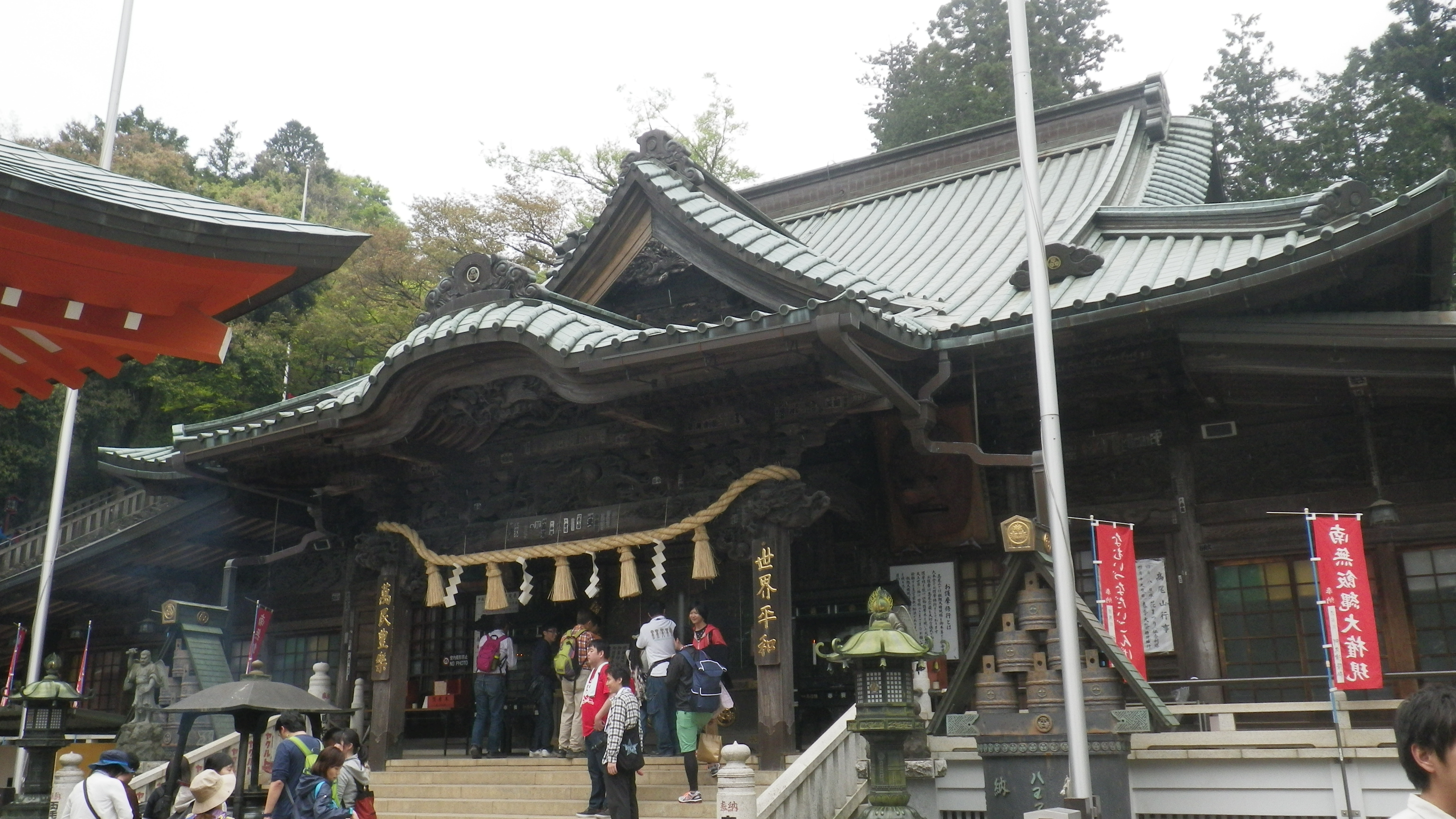
大本堂

藥王院中心本堂，祭祀藥師如來與飯繩權現。現在的堂宇是1901年（明治34年）所建。屋頂為入母屋造樣式。堂內有護摩壇。

### 本社（權現堂）
- 本尊：飯繩權現

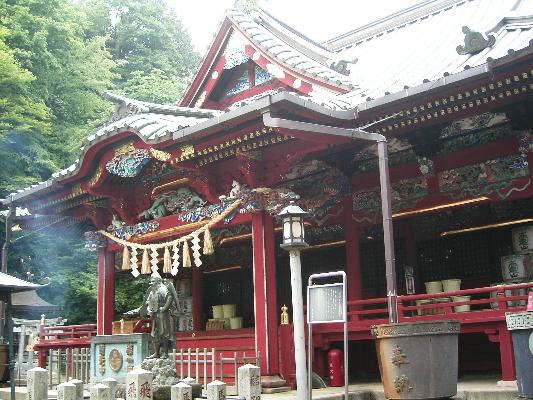
權現堂。

藥王院中心本社，為祭祀飯繩權現的社殿（神社）。現在的社殿是1729年（享保14年）所建的本殿與1753年（寶曆3年）所建的幣殿與拝殿所組成。之後於1805年（文化2年）、1965年（昭和40年）、1998年（平成10年）進行大整修。作為江戶時代後期代表的神社建築，1952年（昭和27年）指定為東京都指定有形文化財。本社為權現造建築。社殿以華麗的彩色裝飾為特色。社殿前方有鳥居，此為神佛分離以前的寺內神社的典型之一。本尊的飯繩大權現立像以異形的佛聞名。

### 山上諸堂
- 神變堂
  - 本尊：神變大菩薩
  - 神變堂在進入淨心門後的左手邊。因傳聞神變大菩薩、修驗道開祖役小角（役行者）曾在高尾山修行而祭祀。樣式為入母屋造唐破風。
- 八大龍王堂
  - 本尊：八大龍王
  - 1993年（平成5年）11月建立。有手水舍。
- 倶利伽羅堂
  - 本尊：倶利伽羅龍王
  - 1997年（平成9年）建立。
- 修行大師堂
  - 本尊：弘法大師
- 弁天洞
  - 本尊：弁才天
  - 於洞窟內祭祀弁才天。曾一度荒廢，後於1926年（昭和1年）12月再興。
- 愛染堂
  - 本尊：愛染明王
  - 1994年（平成6年）12月建立。樣式為寶形造唐破風。
- 聖天堂
  - 本尊：歡喜天（聖天）
  - 1997年（平成9年）9月建立。樣式為寶形造。

- 大師堂
  - 本尊：弘法大師

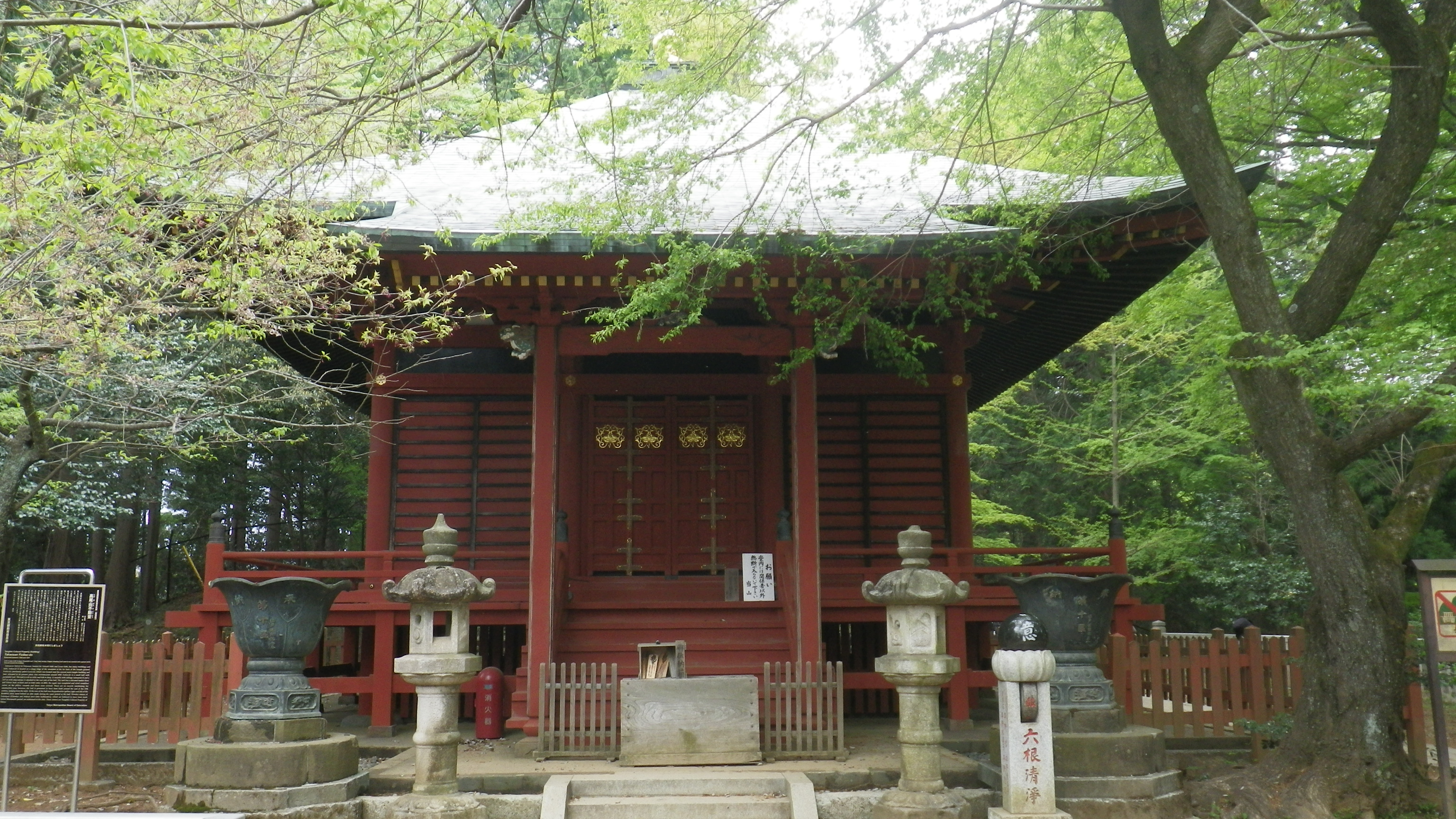
不動堂。

  - 江戶時代中期建立，1978年（昭和53年）指定為東京都指定有形文化財。四方3間寶形造向拝樣式銅版葺。『新編武蔵風土記稿』には大日堂と記され位置も違っている。

- 天狗社
  - 本尊：大天狗、小天狗
  - 祭祀自古以來居住於高尾山的天狗。共有大小兩神社，為一間社流造樣式。
- 福德稻荷
  - 本尊：稻荷神
  - 一間社流造唐破風式社殿。
- 奧之院 不動堂
  - 本尊：不動明王（東京都有形文化財雕刻）
  - 藥王院的奧之院。江戶時代初期的寛永年間（1624年-1644年）建立，1953年（昭和28年）指定為東京都指定有形文化財。四方3間的寶形造向拝樣式。1959年（昭和34年）整修。本尊的木造不動明王及二童子立像的鑲嵌技術（寄木造り）、玉眼、染色等，是室町時代以前鎌倉佛的特色。1962年（昭和37年）指定為東京都有形文化財（雕刻）[2]。本尊外還祭祀行基菩薩俊源。
- 柴燈護摩道場
- 佛舍利奉安塔
  - 泰國捐贈的佛舍利。佛舍利塔前建有飯綱大權現像。
- 淺間社
  - 本尊：淺間大菩薩
  - 社殿為一間社流造唐破風樣式。

### 山麓諸堂
- 不動院
- 交通安全祈禱殿
- 飯繩權現遙拝所
  - 社殿為一間社流造唐破風樣式。

### 山中諸堂
- 金毘羅社
  - 本尊：金毘羅大權現
  - 社殿為一間社流造樣式。

## 關連項目
- 智積院
  - 成田山新勝寺
  - 川崎大師平間寺
- 武相四大藥師

## 外部連結
- 高尾山藥王院 （页面存档备份，存于）